# Quoi de neuf docteur ? (série télévisée)
Pour les articles homonymes, voir Quoi de neuf docteur ?.
Production
Diffusion
Quoi de neuf docteur ? (Growing Pains, litt. « Crise de croissance » ou « Maladie de jeunesse ») est une sitcom télévisée en 166 épisodes d’environ 25 minutes, créée par Neal Marlens et diffusée entre le 24 septembre 1985 et le 25 avril 1992 sur le réseau ABC.
En France, elle est diffusée à partir du 5 juillet 1987 sur Antenne 2, puis rediffusée dans l'émission Giga à partir du 19 février 1990 sur la même chaîne.

## Synopsis
Cette série met en scène la famille Seaver qui habite dans la banlieue de New York, dont le père est psychiatre et la mère, journaliste. On suit l'éducation parfois difficile de leurs enfants.

## Distribution

### Acteurs principaux
- Alan Thicke (VF : Jacques Frantz, puis Mario Santini) : Dr Jason Seaver
- Joanna Kerns (VF : Pauline Larrieu, puis Martine Meirhaeghe) : Maggie Malone Seaver
- Kirk Cameron (VF : Franck Baugin) : Mike Seaver
- Tracey Gold (VF : Martine Reigner) : Carol Seaver
- Jeremy Miller (VF : Emmanuel Garijo) : Ben Seaver
- Ashley Johnson : Christine Ellen « Chrissy » Seaver (saisons 6 et 7)
- Leonardo DiCaprio : Luke Brower (saison 7)

### Acteurs récurrents et invités
- Andrew Koenig : Richard « Boner » Stabone
- K.C. Martel : Eddie
- Candace Cameron : Jenny Foster (saisons 2 et 4, 2 épisodes)
- Chelsea Noble : Kate MacDonald, la petite amie de Mike (saisons 5 à 7, 22 épisodes)
- Fred Applegate : M. Tedesco (saison 7, 4 épisodes)
- Sam Anderson : Willis DeWitt (saisons 1 à 7, 13 épisodes), professeur puis proviseur du lycée de Mike et Carol
- Julie McCullough : Julie Costello (saisons 4 à 5, 11 épisodes), babysitter de Chrissy et première petite-amie sérieuse de Mike
- Shawn Modrell : Brianne Miller (saison 7, 3 épisodes)
- Stacy Arnell : Samantha (saison 7, 2 épisodes)
- Jane Powell : Irma Seaver Overmier (saisons 4 à 6, 8 épisodes)
- Kenneth Tigar : Sid Sidlevich (saisons 3 à 5, 5 épisodes)
- Heather Langenkamp : Amy Boutilier/Marie (saisons 3 et 6, 5 épisodes)
- Robin Thicke : Garçon de classe et de soirée (saisons 4 à 6, 4 épisodes)
- Kelly Hu : Melia (saisons 3 et 4 , 3 épisodes)
- Matthew Perry : Sandy (saison 4, 3 épisodes)
- Brad Pitt : Jeff/Jonathan Keith (saisons 3 et 5, 2 épisodes)
- Cathy Podewell : Lydia Shayne (saison 4, 2 épisodes)

 Source et légende : version française (VF) sur RS Doublage  et casting sur IMDB

## Production

### Attribution des rôles
Fin 1984, peu après l'annulation de la série The Four Seasons, Joanna Kerns auditionne pour une nouvelle série, intitulée Growing Pains, avec Alan Thicke, qui vient de sortir de l'échec de son talk-show télévisé Thicke of the Night. Dans la même année, Elizabeth Ward passe à l'audition pour le rôle de Carol Seaver. Après la dépréciation du public durant l'essayage du pilote, elle est vite remplacée, en 1985, par Tracey Gold, sa partenaire dans The Hand-Me-Down Kid (1983). Jeremy Miller décroche celui de Ben Seaver, le cadet de la famille avant la naissance de Chrissy. Ce dernier, à 14 ans, est harcelé par une femme plus âgée en lui envoyant de nombreuses lettres en pleine période de la série.
Kirk Cameron, étant athée à ses débuts d'adolescence et au sommet de sa popularité à l'âge de 17 ans grâce à la série Quoi de neuf, docteur ?, devient chrétien évangélique de la nouvelle naissance. Désormais converti au protestantisme, il veille à ce que les intrigues soient modifiés ou supprimés, tout ce qui est trop adulte ou inapproprié pour la série,. Son comportement a beaucoup changé, ce qui l'aurait séparé de ses membres de la série, car il n'a invité aucun d'entre eux à son mariage avec Chelsea Noble en 1991.
En 1989, Julie McCullough décroche le rôle de Julie Costello, nounou de Chrissy et petite-amie de Mike dans la quatrième saison. En 1990, après son apparition dans huit épisodes, elle est licenciée par la production suivant la demande de Kirk Cameron après avoir appris qu'elle avait posé nue pour Playboy quelques années plus tôt.
La production a choisi Leonardo DiCaprio pour le rôle de Luke Brower, un jeune sans-abri, rencontré par Mike et accueilli par la famille, dans la dernière saison. Son engagement se voulait pour plaire au jeune public féminin, mais, au vu de l'évaluation de la série qui ne s'est guère améliorée, il a préféré partir.
Après l'annulation de la série, Kirk Cameron n'a plus entretenu de relations avec ses membres, surtout Tracey Gold avec qui il n'a plus parlé depuis huit ans. En 2000, il présente ses excuses auprès de ses camarades à propos de son comportement, en ajoutant : « Si je pouvais revenir en arrière, je pense que je pourrais prendre des décisions sans pour autant blesser les acteurs - comme parler et leur expliquer pourquoi je voulais juste avoir ma famille à mon mariage. ». En réalité, il voulait s'éloigner de l'industrie télévisuelle afin de se construire une nouvelle vie.

### Tournage
Le tournage a lieu aux studios de Warner Bros., à Burbank (Californie), où se trouve également la maison des Seaver que l'on voit dans le générique,.

### Musique
La chanson du générique est As Long As We Got Each Other, interprétée par B. J. Thomas pour la première saison, puis avec Jennifer Warnes pour la deuxième, troisième, cinquième et septième saison, ainsi que Dusty Springfield pour la quatrième saison, puis Joe Chemay, Jim Haas, Jon Joyce et George Merrill pour les deux dernières saisons.

### Fiche technique
Sauf indication contraire, les informations mentionnées dans cette section peuvent être confirmées par la base de données cinématographiques IMDb,  présente dans la section « Liens externes ».
- Titre original et québécois : Growing Pains
- Titre français : Quoi de neuf docteur ?
- Création : Neal Marlens
- Réalisation : John Tracy (134 épisodes, 1985-1991)
- Scénario : Neal Marlens (166 épisodes, 1985-1992)
- Musique : John Bettis et Steve Dorff
- Décors : Bill Brzeski (130 épisodes, 1986-1992), Roy Christophe (22 épisodes, 1985-1986)
- Costumes : Judith Brewer Curtis (45 épisodes, 1987-1992)
- Photographie : George Spiro Dibie (167 épisodes, 1985-1992)
- Montage : Patrick Williams (28 épisodes, 1987-1988), John Doutt (26 épisodes, 1989-1990)
- Production : David Lerner (saison 1), Arnold Margolin et Bruce Ferber
- Société de production : Warner Bros. Television
- Société de distribution : American Broadcasting Company (ABC)
- Pays de production :  États-Unis
- Langue originale : anglais
- Format : couleur
- Genre : sitcom
- Durée : 24 minutes
- Dates de diffusion :
  - États-Unis : 24 septembre 1985 sur ABC
  - France : 5 juillet 1987 sur Antenne 2

## Diffusion internationale
Cette série a été doublée en mandarin par la télévision de Shanghai vers la fin des années 1980 avec le titre de Chengzhang de Fannao (成长的烦恼) (« des ennuis pour grandir »). Elle a connu un grand succès à ce moment-là. Elle est redevenue populaire à la sortie du DVD en 2006.
La série récente Lizzie McGuire de Disney a été intitulée en mandarin « New Growing Pains ».

## Épisodes

### Première saison (1985-1986)
1. Pilote (Pilot)
2. Springsteen
3. Jalousie (Jealousy)
4. L'Article de Carol (Carol’s Article)
5. Super papa ! (Superdad!)
6. L'Histoire de Madonna de Mike (Mike’s Madonna Story)
7. Week-end de rêve (Weekend Fantasy)
8. Tranche de vie (Slice of Life)
9. Le Coup de foudre de Carol (Carol’s Crush)
10. Vélo sale (Dirt Bike)
11. Examen standardisé (Standardized Test)
12. Conte de Noël (A Christmas Story)
13. La Chanson d'amour de M. Aaron Seaver (The Love Song of M. Aaron Seaver)
14. Du sang (First Blood)
15. Tranche de vie II (Slice of Live II)
16. Les Seaver contre les Cleaver (The Seavers vs. The Seavers)
17. Charité bien ordonnée commence par soi-même (Charity Begins at Home)
18. La Réputation (Reputation)
19. L'Anniversaire qui n'en est pas un (The Anniversary That Never Was)
20. Être un homme (Be A Man)
21. Le Choix de carrière (Carrier Decision)
22. Tour supplémentaire (Extra Lap)

### Deuxième saison (1986-1987)
1. Jason and the Cruisers
2. Fast Times at Dewey High
3. Long Day's Journey Into Night
4. Call Me
5. Employee of the Month
6. Dream Lover
7. Do You Believe in Magic?
8. Jason's Rib
9. The Kid
10. The Breakfast Club
11. Choices
12. Higher Education
13. Some Enchanted Evening
14. Thank You, Willie Nelson
15. Thank God It's Frida
16. My Brother, Myself
17. Jimmy Durante Died for Your Sins
18. Carnival
19. The Awful Truth
20. Born Free
21. The Long Goodbye
22. Confidentially Yours

### Troisième saison (1987-1988)
1. Aloha (1)
2. Aloha (2)
3. Taking Care of Business
4. Not Necessarily the News
5. Michaelgate
6. Big Brother is Not Watching
7. A Star is Born
8. Gone But Not Forgotten
9. Who's Zoomin' Who?
10. This is Your Life
11. Broadway Bound
12. The Scarlet Letter
13. A Reason to Live
14. Nasty Habits
15. The Marrying Kind
16. State of the Union
17. The Mom Who Knew Too Much
18. Great Expectations
19. Dance Fever (1)
20. Dance Fever (2)
21. Bringing Up Baby
22. The Obscure Objects of Our Desire (1)
23. The Obscure Objects of Our Desire (2)
24. How the West Was Won (1)
25. How the West Was Won (2)
26. Graduation Day

### Quatrième saison (1988-1989)
1. Fool for Love
2. Birth of a Seaver
3. Family Ties (1)
4. Family Ties (2)
5. Guess Who's Coming to Dinner?
6. Homecoming Queen
7. Nude Photos
8. Ben's First Kiss
9. The Nanny
10. Mandingo
11. In Carol We Trust
12. Mom of the Year
13. Semper Fidelis
14. Feet of Clay
15. Anniversary from Hell
16. Fortunate Son
17. Double Standard
18. The Recruiter
19. Show Ninety -- Who Knew?
20. Second Chance
21. The Looooove Boat (1)
22. The Looooove Boat (2)

### Cinquième saison (1989-1990)
1. Amour et colère (Anger With Love)
2. La vie à deux (Mike and Julie's Wedding)
3. Carol se lance (Carol Meets the Real World)
4. Appât de loup (Fish Bait)
5. Un petit ami pour la soirée (Teach Me)
6. Dissertations à vendre (Carol's Papers)
7. Le garçon qui tousse (Coughing Boy)
8. Reporter de choc (1/2) (The New Deal (1))
9. Reporter de choc (2/2) (The New Deal (2))
10. Feuille de chou (Paper Route)
11. Le pactole (Five Grand)
12. La promotion de Carol (Carol's Promotion)
13. La carte de Russie (Ben and Mike's Excellent Adventure)
14. Le triangle (The Triangle)
15. Ménage à trois (The Return of the Triangle)
16. Devine s'ils viennent dîner ce soir (The Home Show)
17. Jason contre Maggie (Jason vs. Maggie)
18. Mike, Kate et Julie (Mike, Kate and Julie)
19. Mike, professeur (Mike, the Teacher)
20. Carol en prison (Carol in Jail)
21. Y'a de la triche (1/2) (Future Shock)
22. Y'a de la triche (2/2) (Cheating)
23. Mike, metteur en scène (Mike the Director)
24. Un week-end chez Mike (Weekend at Mike's)
25. Ben fait son cinéma (Ben's Movie)
26. Testament surprise (Where There's a Will)

### Sixième saison (1990-1991)
1. Le choix de Mike (Mike's Choice)
2. Le vent de la révolte (Midnight Cowboy)
3. Les colocataires (Roommates)
4. Le fils-père (Daddy Mike)
5. La liste suspecte (Ben's Sure Thing)
6. La crise de la quarantaine (Jason Flirts, Maggie Hurts)
7. Bonbons ou bâton (1/2) (Happy Halloween (1))
8. Bonbons ou bâton (2/2) (Happy Halloween (2))
9. Voyage en Europe (1/3) (Let's Go Europe (1))
10. Voyage en Europe (2/3) (Let's Go Europe (2))
11. Voyage en Europe (3/3) (Let's Go Europe (3))
12. Divorce à l’américain (Divorce Story)
13. Ike et Mike (The World According to Chrissy)
14. Les belles et le dragueur (How Could I Leave Her Behind?)
15. Tel père, tel fils (Like Father, Like Son)
16. Le groupe de rap de Ben (Ben's Rap Group)
17. Maggie, mon fils (Eddie, We Hardly Knew Ye)
18. Les dures réalités de la vie (Maggie Seaver's: The Meaning of Life)
19. Le monde entier est un théâtre (All the World is a Stage)
20. Question de confiance (Not With My Carol You Don't)
21. Ben fait son cinéma (Meet the Seavers)
22. Profession bohémienne (Carol's Carnival)
23. L’école à domicile (Home Schooling)
24. Viva Las Vegas (Viva Las Vegas)

### Septième saison (1991-1992)
1. Zorro est arrivé (Back to School)
2. Le petit Luke (Stop, Luke, and Listen)
3. In Vino Veritas (In vino veritas)
4. Le tigre de papier (Paper Tigers)
5. Un coma très mouvementé (The Young and the Homeless)
6. Psychorama (Jason Sings the Blues)
7. Les poux contre-attaquent (The Kid's Still Got It)
8. Une journée bien morne (There Must Be a Pony)
9. Profession : gaffeur (The Big Fix)
10. Mamie Malone (Home Malone)
11. L’espion qui venait de nulle part (Bad Day Cafe)
12. Cancre ou génie (B égal MC2)
13. Le maniaque de Noël (It's Not Easy Being Green)
14. L’appel de la bête (The Call of the Wild)
15. L’arnac’coeur (Honest Abe)
16. Couvre-feu (Vicious Cycle)
17. Ménage en folie (Menage a Luke)
18. Les cinq doigts de Ben (The Five Fingers of Ben)
19. Change pas Eddy (Don't Go Changin')
20. Le camion de tomates (The Truck Stops Here)
21. La carrière de Maggie (Maggie's Brilliant Career)
22. Le courroux de la fée électricité (The Wrath of Con Ed)
23. Si on déménageait à Washington (1/2) (The Last Picture Show (1))
24. Si on déménageait à Washington (2/2) (The Last Picture Show (2))

## Récompenses
- Emmy Award 1987 : meilleure photographie pour l'épisode My Brother, Myself
- Emmy Award 1991 : meilleure photographie pour l'épisode Happy Halloween

## Commentaire
Cette sitcom a donné lieu à une série dérivée intitulée Un toit pour dix (Just the Ten of Us, 1988-1990).
En 1988, Judith Barsi, apparue dans l'épisode Graduation Day, est revenue à titre posthume dans la deuxième partie du dernier épisode de la série (The Last Picture Show pt.2), à partir de montages vidéos. Dans ses deux apparitions, elle joue Carol, enfant.
Le personnage de Chrissy, né en octobre 1988 pendant la quatrième saison (1988-1989), connaitra un vieillissement accéléré puisque dès la cinquième saison (1989-1990), elle deviendra un enfant en bas âge (joué par les sœurs jumelles Kelsey et Kirsten Dohring), avant de rapidement atteindre l'âge de cinq ans dans les saisons 6 et 7 (1990-1992) dans lesquelles le personnage est interprété par Ashley Johnson, alors âgée de sept ans.

## Produits dérivés

### Livres
- Cyrille Rollet, Physiologie d'un sitcom américain (Voyage au Cœur de Growing Pains, tome 1), L'Harmattan, 1er septembre 2006  (ISBN 2296014844)
- Cyrille Rollet, Circulation culturelle d'un sitcom américain (tome 2)

### Téléfilms
Huit ans après la fin de la série, les acteurs de la série se retrouvaient dans un téléfilm en 2000. Les Seaver se retrouvaient à Washington pour fêter les trente ans de mariage de Jason et Maggie. Toute la famille aidait Maggie lors de sa campagne aux élections législatives.

### DVD
La première saison (quatre DVD) est sortie le 18 avril 2007 en France. Ce coffret comporte les 22 épisodes de la première saison et quelques bonus (des scènes inédites du pilote, un documentaire et un bêtisier).